# Нова-Эрешин
Нова-Эрешин (порт. Nova Erechim)  —  муниципалитет в Бразилии, входит в штат Санта-Катарина. Составная часть мезорегиона Запад штата Санта-Катарина. Входит в экономико-статистический  микрорегион Шапеко. Население составляет 3860 человек на 2006 год. Занимает площадь 64,400 км². Плотность населения — 59,9 чел./км².

## История
Город основан 28 декабря 1964 года.

## Статистика
- Валовой внутренний продукт на 2003 составляет 41.436.324,00 реалов (данные: Бразильский институт географии и статистики).
- Валовой внутренний продукт на душу населения на 2003 составляет 11.153,79 реалов (данные: Бразильский институт географии и статистики).
- Индекс развития человеческого потенциала на 2000 составляет 0,810 (данные: Программа развития ООН).